# Медейруш Нету, Антониу Гарсия де
Антониу Гарсия де Медейруш Нету (также Нетту; порт. Antônio Garcia de Medeiros Neto или порт. Antonio Netto; 14 августа 1887, Алкобаса, Баия — 13 февраля 1948, Итабераба, Баия) — бразильский юрист, землевладелец и политик; президент сената в Эру Варгаса, в 1935—1937 годах; его именем назван муниципалитет Медейруш-Нету (Медейрус-Нету).

## Биография
Антониу Медейруш Нету родился 14 августа 1887 года в муниципалитете Алкобаса в штате Баия; в 1908 году он окончил юридический факультет — стал первым юристом, зарегистрированным в Коллегии адвокатов Бразилии, от штата Баия. Являлся представителем социал-демократических взглядов и сторонником политика Руйи Барбозы. Медейруш Нету трижды избирался депутатом штата и четыре раза становился членом федерального парламента.
Медейруш Нету одержал победу на выборах в Сенат Бразилии, проходивших в 1934 году по новой (третьей) конституции: стал одним из двух сенатором от восточного штата Баия. Стал президентом сената и участвовал в работе конституционной комиссии из 26 человек. Будучи избранным на восьмилетний срок в 37-й созыв бразильского сената, занимал свой пост неполные три года, с 1935 по 1937 год — поскольку в ноябре 1937 года президент Жетулиу Варгас организовал государственный переворот и основал централизованное государство Эстадо Ново (Estado Novo).
В марте 1937 года Антониу Медейруш Нету был награжден большим крестом ордена Святого Григория Великого папой римским Пием XI; после образования Эстадо Ново вернулся на родину, где занялся обустройством своего ранчо «Morro de Pedra». Безуспешно пытался вернуться в политику после 1945 года: баллотировался в правительство штата Баия на выборах 1946 года. Скончался на своём ранчо 13 февраля 1948 года. Десятилетие спустя, в 1958 году, новый муниципалитет получил имя Медейрос-Нето (Медейруш Нету) в честь сенатора.